# أوكنة رفيعة
أوكنة رفيعة (الاسم العلمي:Ochna angustata) هي نوع من النباتات تتبع جنس الأوكنة من الفصيلة الأوكنية.